# Енвігадо
Енвігадо (ісп. Envigado) — місто й муніципалітет у колумбійському департаменті Антіокія.

## Географія
Місто розташовано в південній частині долини річки Медельїн. Межує на півночі з муніципалітетом Ель-Побладо, на півдні — з муніципалітетом Сабанета, на сході — з муніципалітетами Ель-Ретіро та Кальдас, і на заході — з муніципалітетом Ітаґуй.

## Відомі уродженці
- 1781 року в місті народився Хосе Мануель Рестрепо — борець за незалежність, історик, ботанік і географ, секретар внутрішніх і закордонних справ Колумбії[2].